# Lemminge
Lemminge – Wer springt zuerst? ist ein Brettspiel des Spieleautors Sebastian Bleasdale für zwei bis fünf Personen. Das Spiel erschien 2014 auf Deutsch beim Verlag Amigo sowie in einer multilingualen Version als Zusammenarbeit von Amigo, Piatnik und Gigamic.

## Thema und Ausstattung
Bei dem Spiel handelt es sich um ein Wettrennen, bei dem die Spieler versuchen, als erste eine Klippe zu erreichen und sich von dort in das Meer zu stürzen. Der Spieler, der es zuerst schafft, mit seinen beiden Lemmingen das Ziel zu erreichen, gewinnt.
Das Spielmaterial besteht neben der Spielanleitung aus:
- einem Spielplan
- 5 Lemmingkarten
- 55 Geländekarten mit fünf Geländetypen und Werten von 0 bis 4
- 21 Bonusplättchen
- 10 Spielsteine (je zwei Lemminge in fünf Farben)

## Spielweise
Zur Spielvorbereitung wird der Spielplan in die Spielmitte platziert und von den fünf Geländetypen wird jeweils eine Karte mit dem Wert 2 als Start der fünf Geländestapel neben den Spielplan gelegt. Jeder Spieler wählt eine Farbe und bekommt die beiden passenden Lemminge, die in den Startbereich des Spielplans gestellt werden. Die Bonusplättchen werden bereitgelegt und die restlichen Geländekarten gemischt, danach erhalten die Spieler jeweils ihre Startkarten abhängig von der Anzahl der Spieler.
Beginnend mit dem Startspieler ziehen die Spieler nacheinander im Uhrzeigersinn. Jeder Spieler kann dabei wählen, ob er einen Lemming bewegen oder die Kartenhand auffüllen möchte. Um einen Lemming zu bewegen, wählt der Spieler eine Handkarte aus und vergleicht den Wert mit dem Wert der obersten Karte des entsprechenden Geländestapels. Ist der Wert gleich oder kleiner als die oberste Karte, legt er sie zusätzlich oben auf den Stapel und zieht einen seiner Lemminge um maximal die Anzahl Felder weiter, die der Summe aller Karten dieses Geländestapels entspricht. Ist der Wert größer, wird der entsprechende Geländestapel komplett auf den Ablagestapel gelegt und mit der neuen Karte ein neuer begonnen. Der Spieler bekommt ein Bonusplättchen vom Geländetyp der ausgespielten Karte und muss dieses sofort auf ein beliebiges Feld des Spielplans legen und damit den Geländetyp des Feldes verändern. Zuletzt kann er einen seiner Lemminge um maximal so viele Felder weiterziehen, wie es die ausgespielte Karte anzeigt. Wenn in einer Bewegung ein Lemming auf einen anderen trifft, kann dieser geschoben werden. Voraussetzung ist, dass der Spieler genug Bewegungspunkte hat, um sowohl den eigenen Lemming auf das gewünschte besetzte Feld zu bewegen, als auch, um alle Lemminge davor jeweils geradeaus ein Feld auf ein beliebiges Geländefeld weiter zu ziehen. Will oder kann ein Spieler keine Karte ausspielen, um Lemminge zu ziehen, füllt er seine Kartenhand auf. Dafür darf er eine beliebige Anzahl Karten von der Hand abwerfen und dann die Anzahl der Handkarten auf 6 Karten auffüllen.
Das Spiel endet, wenn es ein Spieler schafft, mit beiden Lemmingen das Ziel zu erreichen. Dieser Spieler gewinnt das Spiel.

### Regelerweiterung durch die Deutsche Brettspielmeisterschaft
Im Rahmen der Deutschen Mannschaftsmeisterschaft im Brettspiel 2014 wurde das Regelwerk leicht modifiziert, um eine Wertung für alle Spieler zu ermöglichen. Dabei wird das Spiel so lange gespielt, bis alle bis auf einen Spieler das Ziel mit ihren beiden Lemmingen erreicht haben und die Plätze werden in der Reihenfolge des Eintreffens des jeweils zweiten Lemmings eines Spielers im Ziel vergeben. Die restlichen Handkarten von Spielern, die das Spiel beendet haben, werden auf den Ablagestapel gelegt.

## Entwicklung und Rezeption
Das Spiel wurde von dem Spieleautor Sebastian Bleasdale entwickelt und 2014 auf Deutsch beim Verlag Amigo sowie in einer multilingualen Version als Zusammenarbeit von Amigo, Piatnik und Gigamic unter dem Namen Lemming veröffentlicht. Eine weitere Version erschien auf Ungarisch bei Piatnik.
2014 wurde das Spiel im Rahmen der Deutschen Mannschaftsmeisterschaft im Brettspiel als eines von vier Finalspielen ausgesucht und gespielt. Eine online spielbare Version des Spiels befindet sich seit 2006 auf der Plattform yucata.de.

## Belege
1. 1 2 3 4 5 6 7  Spielanleitung Lemminge
2. 1 2  Lemminge auf yucata.de; abgerufen am 17. November 2017.
3. ↑  Versionen von Lemminge in der Spieledatenbank BoardGameGeek (englisch); abgerufen am 17. November 2017.